# گیرالانگ، قلمرو پایتختی استرالیا
گیرالانگ (به انگلیسی: Giralang) یک حومه شهر در استرالیا است که در قلمرو پایتختی استرالیا واقع شده‌است.